# Stare Bielice (województwo zachodniopomorskie)
Stare Bielice (niem. Alt Belz) – wieś w Polsce położona na Równinie Białogardzkiej, w dorzeczu Parsęty na terenie województwie zachodniopomorskim, w powiecie koszalińskim, w gminie Biesiekierz, przy trasie drogi wojewódzkiej nr 112

## Liczba ludności
Według danych z 31 grudnia 2008 r. wieś miała 1344 mieszkańców.

## Podział administracyjny
W latach 1975–1998 miejscowość administracyjnie należała do województwa koszalińskiego. Po reformie administracji w 1999 roku wieś należy do województwa zachodniopomorskiego, powiatu Koszalińskiego, w gminie Biesiekierz.
Miejscowość graniczy od wschodu z Koszalinem, od południa z Nowymi Bielicami, od północy z Gniazdowem i od zachodu z Tatowem. Z powodu podmiejskiego położenia rozwijają się tu usługi, handel oraz budownictwo jednorodzinne.
1 stycznia 1989 2,32 ha wsi włączono do Koszalina.
31 grudnia 2022 roku część Starych Bielic (w obrębie dróg S6 i S11) została włączona w obręb granic administracyjnych miasta Koszalin. Do miasta Koszalin włączono 17 ulic i zmieniono ich nazwy. 

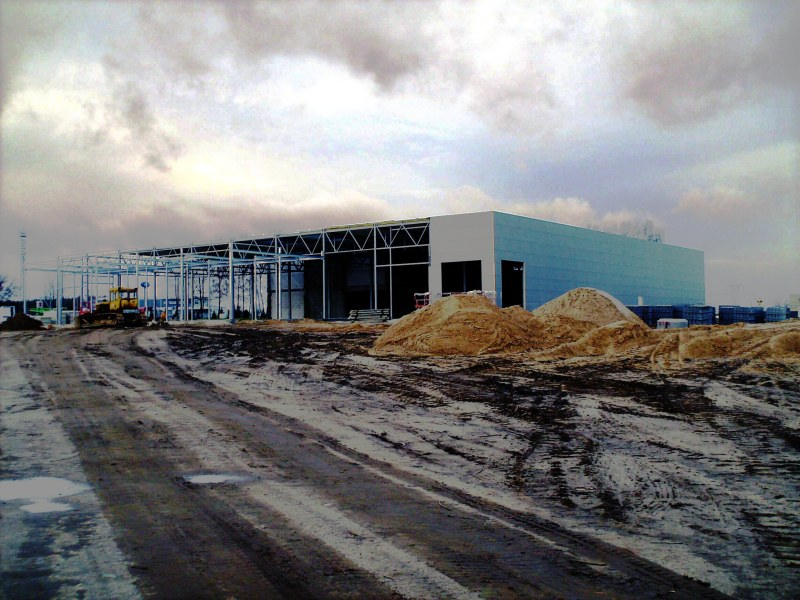
Obecnie w sołectwie na ponad 2-hektarowym terenie budowane jest największe w północnej Polsce centrum blacharsko-lakiernicze. Ma mieć ponad 4000 m² powierzchni.

## Mieszkańcy
Przed 1939 rokiem wieś należała do Trzeciej Rzeszy. Po II wojnie światowej miejscowość została zasiedlona przez ludność przesiedloną z kresów Wschodnich na mocy traktatu jałtańskiego wraz z osadnikami z Wielkopolski.

## Historia
Wieś została założona w XI wieku, niedługo po powstaniu Koszalina, w celu wzmocnienia pozycji Koszalina na Pomorzu Środkowym. Wiadomo o istnieniu świątyni w tej miejscowości z zachowanej wzmianki o proboszczu kościoła parafialnego w Starych Bielicach, którym był w 1370 roku Heinrich Klocke. 27 września 1440 roku mieszczanie koszalińscy rozbili tu wojska kołobrzeskie, pragnące zniszczyć konkurencyjny ośrodek handlowy. W ciągu XVI stulecia została zawiązana w miejscowości gmina luterańska przy kościele w Starych Bielicach. Obecny kościół, pod wezwaniem Świętego Stanisława, biskupa i męczennika, został wzniesiony w 1894 roku, jako neogotycki, murowany z cegły. Zawieszony na wieży dzwon, pierwotnie odlany w 1569 roku, został na nowo odlany w Szczecinie w 1905 roku.

## Zabytki
W miejscowości znajduje się murowany neogotycki kościół pw. Stanisława ze Szczepanowa z 1894. Ze względu na swój wygląd i otoczenie jest często wybierany przez pary młode jako miejsce ślubu. Część zabudowy Starych Bielic stanowią XIX-wieczne domy o konstrukcji ryglowej, w centrum wsi pak podworski.